# Hana-Kimi
Hana-Kimi (яп. 花ざかりの君たちへ Ханадзакари но Кимитати э, букв. «Для тебя во всем цвету», альтер. перевод «Тайно в тебя влюблена») — сёдзё-манга Хисаи Накадзё. Выпускалась в Японии дважды в месяц в журнале Hana to Yume. Последний, 23-й том вышел в августе 2004 года. В декабре того же года вышла специальная глава, в которой раскрывалась дальнейшая судьба героев. Продажи манги в Японии составили 17 млн копий. В 2007 году манга была перевыпущена в 12 томах.
Hana-Kimi опубликована на английском языке издательством Viz Media, последний том вышел в США в апреле 2008 года. Английское название образовано от аббревиатуры японского названия, часто используемой фанатами.
Манга рассказывает о шестнадцатилетней девушке, Асии Мидзуки, которая приехала из США в Японию, чтобы познакомиться со своим кумиром, прыгуном в высоту Идзуми Сано. Чтобы быть ближе к нему, она перевелась в его школу. И то, что Сано учился в школе для мальчиков, ей не помешало.
По мотивам манги были сняты 4 дорамы в Тайване, Японии и Южной Корее.

## Сюжет
Во время проживания в США, Асия Мидзуки видит по телевизору прыгуна в высоту Идзуми Сано. Она очарована его грацией и ловкостью. Её восхищение Сано столь велико, что она упрашивает родителей отпустить её в Японию. Переодевшись мальчиком, она переводится в Осака Гакуэн, школу-интернат, которую посещает Сано. Но в первую же неделю, её тайну раскрывают школьный доктор Хокуто Умеда и сам Идзуми Сано, ставший её соседом по комнате. В отличие от доктора, Идзуми скрывает от Мидзуки то, что он знает правду о ней.
Постепенно восхищение и дружеский интерес, который Мидзуки испытывает к своему соседу, перерастают в нечто большее. Но пока она притворяется парнем, ей приходится скрывать свои чувства. Сано тоже не равнодушен к Мидзуки, но не говорит ей об этом, так боится, что из-за этого она может уехать. В Мидзуки также влюбляется её одноклассник Накацу, который не подозревает, что она девушка.

## Главные герои
Мидзуки Асия (яп. 芦屋 瑞稀 Асия Мидзуки) — Главная героиня манги. Восхищается Идзуми с момента, когда впервые увидела его прыжок. Притворилась мальчиком, чтобы поступить в школу Сано и, таким образом, быть к нему ближе. Любит сладкое и очень быстро бегает, из-за чего вначале все три общежития хотели заполучить её в свои клубы. Мидзуки влюблена в Сано, но не может ему об этом рассказать, потому что думает, что он не знает, что она — девушка. Она хочет быть дрессировщиком и очень привязана к псу Сано, Юдзиро. Впоследствии вступает в клуб карате, чтобы закалить дух.
Идзуми Сано (яп. 佐野 泉 Сано Идзуми) — Парень, ради которого Мидзуки приехала в Японию. Первоклассный прыгун в высоту. Он обнаруживает, что Мидзуки девушка в самом начале, но никому об этом не говорит и всячески помогает хранить её секрет. Постепенно Сано влюбляется в Мидзуки, но не может рассказать ей о своих чувствах. Ещё до приезда Мидзуки в Японию, Сано был травмирован, когда спасал своего менеджера из-под колес машины. Это стало официальной причиной его ухода из спорта, хотя на самом деле он просто не выдержал морального прессинга. Но благодаря сделке Мидзуки с её братом (Согласно которой, Мидзуки вернулась бы домой, если Сано не смог бы прыгнуть пока её брат в Японии), он смог вернуться к прыжкам. Так же с помощью Мидзуки, Сано помирился с отцом и младшим братом, Сином, с которыми раньше не мог найти общий язык.
Сюити Накацу (яп. 中津 秀一 Накацу Сю:ити) — Одноклассник Мидзуки и Сано. Накацу поступил в Осака-Гакуен благодаря футбольной стипендии и является ведущим игроком футбольной команды школы. Он приехал из Осаки, поэтому говорит с акцентом и часто использует кансайский диалект. Накацу влюблен в Мидзуки, но не знает, что она на самом деле девушка. Из-за этого одноклассники подозревают его в нетрадиционной ориентации. Но как сказал школьный доктор: «Возможно, он подсознательно влюблен в женскую сторону Мидзуки». Это может значить, что Накацу ведет себя с Мидзуки как любой нормальный парень с девушкой. Просто он слишком бурно выражает свои чувства, в отличие от своих одноклассников, которых не трогает женственность Мидзуки (или они это хорошо скрывают). Близкие отношения Мидзуки и Сано часто заставляют Накацу ревновать.
Хокуто Умэда (яп. 梅田 北斗 Умэда Хокуто) — Школьный доктор, дядя Минами Намбы и брат Рио. Умеда знает, что Мидзуки девушка, но никому об этом не говорит, поэтому Мидзуки часто приходит к нему за советом. Для Мидзуки он вроде старшего брата или дяди. Умэда — гомосексуалист, влюблён в своего школьного друга (героя другой манги Накадзё Хисая «Yumemiru Happa»), но на протяжении всей манги встречается с разными парнями. Вызывает панический страх у Карасумы (репортера, которая пишет статьи про Сано). Сам он объясняет это тем, что однажды «заставил её умолкнуть» (в некоторых переводах «придушил»). Имеет привычку бить людей по голове и называть их болванами.
Таики Каясима (яп. 萱島 大樹 Каясима Тайки) — сосед Накацу по комнате. Он обладает способностью видеть призраков и «читать» ауру. Он также занимается йогой. Сразу после его поступления в Осака Гакуэн другие студенты стали сторониться Таики из-за его сверхъестественных способностей. Однако Накацу нашел в нём хорошего друга. По словам Таики, его мечта — провести жизнь в медитации на горе Фудзи. Но в действительности Таики планирует после окончания школы поступить в колледж и изучать фольклор. Становиться «ловцом духов» он не хочет (несмотря на все попытки убедить его, что иначе он зря тратит свой талант), так как их униформа ему не нравится.
Минами Намба (яп. 難波 南 Намба Минами) — староста общежития Мидзуки и племянник Хокуто и Рио Умеды. На год старше Мидзуки. Он «дамский угодник», хотя очень умный парень. Умеда считает, что такое поведение вызвано тем, что единственная девушка, которую он любил, бросила его. В свой первый год обучения был победителем «Мисс Осака», но не любит вспоминать об этом. В последней главе говорится, что он стал моделью.
Сэнри Накао (яп. 中央 千里 Накао: Сенри) — одноклассник Мидзуки, влюбленный в Намбу. Вначале скрывает свои чувства, но в итоге признается Намбе и получает отказ. Весьма ревнив и подвергал нападкам поклонниц Намбы. Был школьным идолом до прибытия Мидзуки и победил в школьном конкурсе «Мисс Осака» на своем первом году обучения.
Синдзи Ноэ (яп. 野江 伸二 Ноэ Синдзи) — один из друзей Мидзуки в классе. Он почти всегда появляется вместе со своим приятелем, Киого. В отличие от большинства учеников Синдзи местный житель. Его отличительной чертой является панический страх перед призраками и другими мистическими существами. Главным образом, его пугают рассказы Каясимы о сверхъестественном. В дополнительной главе Синдзи говорит, что нашел работу в фирме выпускающей аниме.
Киого Сэкимэ (яп. 関目 京悟 Сэкимэ Кё:го) — один из друзей Мидзуки в классе. Почти всегда появляется вместе со своим приятелем, Синдзи. В отличие от большинства учеников Киого местный житель. Он носит очки, а также является капитаном команды легкой атлетики.
Ио Намба (яп. 難波 伊緒 Намба Ио) — старшая сестра Хокуто Умеды и мать Минами. Хозяйка пансиона, где Мидзуки, Идзуми и Накацу подрабатывали во время летних каникул. Раскрыла секрет Мидзуки, заглянув к ней во время переодевания. С тех пор помогает ей подбором одежды, служащей чтобы скрывать её истинный пол.
Рио Умэда (яп. 梅田 里緒 Умэда Рио) — младшая сестра Ио и Хокуто. Посещает высшую школу Сент-Блоссом. Не любит признавать, что она тетя Минами, так как он старше неё, и предпочитает говорить, что они двоюродные брат и сестра. Дружила с Джулией во время обучения той в Сент-Блоссом.
Син Сано (яп. 佐野 森 Сано Шин) — Младший брат Идзуми Сано и прыгун в высоту. Он и Идзуми были близки, когда были младше. Но поскольку Сано никогда не связывался Шином после ухода из семьи, Шин чувствовал себя забытым и был обижен на Идзуми.
Джулия Максвелл (яп. ジュリア・マックスウェル Джурия Маккусуверу) — лучшая подруга Мидзуки из Америки. Приезжала в Японию учиться в Сент-Блоссом по обмену на месяц. Узнает, что Сано знает тайну Мидзуки, и чтобы оценить его чувства, притворяется, что она девушка Мидзуки.

## Медиа

### Манга
Манга был впервые была выпущена в 20-м выпуске полумесячного журнала сёдзё Hana to Yume в 1996 году. Манга закончилась 23 сборными томами со 144 главами без включения 5 специальных глав, которые были опубликованы. Позже они были переизданы в 12 томах танкобонов под специальным изданием Hana to Yume Comics. Каждый том содержал новую обложку и дизайн, а также цветные страницы.

### Адаптации
- 2006 — Hanazakarino Kimitachihe (кит. трад. 花樣少年少女, упр. 花样少年少女, пиньинь Huā Yàng Shǎo Nián Shǎo Nǚ, палл. Хуа: Ян Шао Нянь Шао Нюй, буквально: «Проделки мальчиков и девочек») — 15-серийная тайваньская дорама, в которой главные роли сыграли Элла Чэнь из группы S.H.E, Чун Ву, Дзиро Ван из группы Fahrenheit и Дансон Тан.
- 2007 — Для тебя во всем цвету (яп. 花ざかりの君たちへ~イケメン♂パラダイス~) — 12-серийная японская дорама, главные роли в которой сыграли Маки Хорикита, Сюн Огури и Тома Икута. Транслировалась с июля по сентябрь 2007 года на канале Fuji Television.
- 2011 — Для тебя во всем цвету (яп. 花ざかりの君たちへ~イケメン☆パラダイス~) — 11-серийная японская дорама, с участием Маэды Ацуко из группы «AKB48», Аоя Накамуры и Шохея Миуры. Транслировалась с июля по сентябрь 2011 года на канале Fuji Television.
- 2012 — To The Beautiful You (кор. 아름다운 그대에게) — 16-серийная корейская дорама, главные роли в которой сыграли Чхве Чжин Ри, Минхо из группы SHINee и Ли Хён У.
- В производстве — Hisaya Nakajo's Hana-Kimi Shōjo Manga Gets — аниме, в котором главные роли озвучат Ая Яманэ, Таку Ясиро и Кикуносукэ Тоя. Студия производства и дата премьеры пока не объявлены.[6][7][8]